# Zio Paperone e la disfida dei dollari
Zio Paperone e la disfida dei dollari (Uncle Scrooge in "Only a Poor Old Man") è una storia a fumetti disney di 32 tavole scritta e disegnata da Carl Barks nel 1952.
Questa storia è nota anche con il titolo Zio Paperone in "Solo un povero vecchio".
Venne pubblicata negli Stati Uniti per la prima volta sul numero 386 di Four Color del marzo 1952. In Italia venne pubblicata per la prima volta sul numero 317 degli Albi d'Oro del 4 giugno 1952.
È considerata una delle migliori storie mai realizzate da Barks, oltre ad essere una dei più importanti lavori sul carattere di Paperon de' Paperoni. L'episodio "La liquidità è tutto" della serie DuckTales - Avventure di paperi è parzialmente ispirato a questa storia.

## Trama
La storia si apre con lo zio Paperone che si tuffa nei soldi e decide di consigliare il nipote Paperino, raccontandogli la storia della sua vita. Ma il suo racconto è interrotto prima dalle tarme che divorano i dollari di carta, e infine dai Bassotti che si aggirano intorno al deposito con l'evidente scopo di derubarlo.
Paperone decide di prevenirli e nasconde a loro insaputa il suo denaro in un lago. Tuttavia i Bassotti scoprono anche questo nascondiglio del denaro. La loro azione successiva è quella di comperare tutti i terreni circostanti il lago. Quindi tentano di distruggere la diga in modo da far finire tutto il denaro nei loro terreni (a quel punto sarebbe legalmente loro). Dopo una serie di tentativi, tutti rintuzzati dal vecchio papero e dai suoi nipoti, i Bassotti riescono nel loro scopo, facendo divorare la diga di legno da una specie di supertermiti simili a scarafaggi. Ma, alla fine, ancora una volta vengono sconfitti dall'astuzia di Paperone. Paperone, infatti, dopo essersi complimentato con loro perché questa volta l'hanno sconfitto, chiede di fare un'ultima nuotatina nel suo oro e si getta nel denaro, di fronte ai Bassotti esterrefatti, rifacendo il numero all'inizio della storia. Questo spettacolo induce i Bassotti ad imitarlo: si tuffano nel denaro, e prendono una fortissima botta in testa, perdendo i sensi. Ora che i Bassotti sono svenuti, Paperone può riprendere i propri averi.
Quando la storia appare conclusa, Paperone vorrebbe spiegare ai nipoti la bellezza di essere ricchi - ma Paperino, che ha visto la grandissima quantità di grattacapi che ha vissuto in questi giorni, gli chiede solo di essere pagato e poi se ne va, definendolo, malgrado il suo denaro, "solo un povero vecchio" (a poor old man, come recita il titolo originale).
E tuttavia la storia si chiude con lo zio Paperone contento del suo stato, che si getta nel denaro e ripete, per la terza volta, il suo numero.